# Diocèse de Mindat
Le diocèse de Mindat est une juridiction ecclésiastique de Birmanie créé le 25 janvier 2025. La cathédrale du diocèse est l'église du Très Sacré-Cœur de Jésus de Mindat dans l'État Chin et l'évêque nommé est Augustine Thang Zawm Hung (de).